# Жюган, Жанна
Святая Жа́нна (Иоа́нна) Жюган (фр. Jeanne Jugan; 25 октября 1792 или 29 августа 1792, Канкаль — 29 августа 1879 или 25 октября 1879, Сен-Перн) — католическая святая, основательница конгрегации Малых сестёр бедняков.

## Биография
Жанна была шестой из восьми детей в небогатой бретонской семье. Её отец умер, когда Жанна была ребёнком, матери пришлось в одиночку растить детей. В возрасте 16 лет Жанна устроилась на работу кухаркой к знатной набожной даме, которая брала её с собой во время благотворительных визитов в больницы. Через 9 лет Жанна переехал в Сан-Серван неподалёку от Сан-Мало и начала работать в местном госпитале, где проработала до 1823 года. После этого она ухаживала за госпожой Лекок вплоть до её смерти в 1835 году и заботилась о больных и нуждающихся людях епархии.
В 1839 году Жанна дала приют в своей квартире слепой и старой женщине. С этого началась её деятельность по помощи и уходу за бедняками и бездомными. Вскоре к её работе присоединилось ещё несколько женщин. В мае 1842 года Жанна с одобрения викария Сан-Сервана стала настоятельницей небольшой конгрегации, принявшей имя «Служительницы бедных». Впоследствии имя было изменено на «Сёстры бедняков», а ещё позднее на «Малые сёстры бедняков». Жанна написала для конгрегации простые правила.
В 1845 году за свою благотворительную деятельность Жанна Жюган получила Монтионовскую премию Французской Академии наук. В 1846 году Жанна основала ещё несколько домов по уходу за больными бедняками в различных бретонских городах, конгрегация начала расти.
К 1879 году конгрегация Малых сестёр бедняков насчитывала 2400 членов и распространилась по всей Европе и Северной Америке. Папа Лев XIII одобрил конституцию конгрегации в том же 1879 году, когда скончалась основательница. Жанна Жюган умерла 29 августа 1879 года. В настоящее время созданная ей конгрегация насчитывает 2710 членов. Ей принадлежат около 200 домов призрения на пяти континентах, где ухаживают за 13 000 нуждающимися.

## Прославление
Жанна Жюган была беатифицирована папой Иоанном Павлом II 3 октября 1982 года и канонизирована папой Бенедиктом XVI 11 октября 2009 года.
День памяти в католической церкви — 30 августа.